# ウォーミンスター郡区 (ペンシルベニア州バックス郡)
ウォーミンスター郡区（英: Warminster Township）は、アメリカ合衆国ペンシルベニア州東部のバックス郡のタウンシップ（郡区）である。2010年の国勢調査での人口は32,682 人だった。
ウォーミンスターという名称は、イングランドのウィルトシャーにある町ウォーミンスターにちなんで名付けられた。

## 地理
アメリカ合衆国国勢調査局に拠れば、領域全面積は10.2平方マイル (26.5 km2)であり、全て陸地である。町内は、デラウェア川の支流であるネシャミニー・クリークとペニーパック・クリークが流れている。タウンシップの中には、ブレディズビル（ウォリック・タウンシップにも入っている）、ケーシーハイランズ、ハーツビル（ウォリック・タウンシップにも入っている）、ジョンズビル、ローズウッドパーク、ウォーミンスター、ウォーミンスターハイツの各地区が含まれている。

### 隣接する自治体
- ウォーリントン・タウンシップ（北西）
- ウォリック・タウンシップ（北）
- アイビーランド・ボロ（北東）
- ノーサンプトン・タウンシップ（北東）
- アッパー・サウサンプトン・タウンシップ（南東）
- アッパー・モアランド・タウンシップ（南）
- ハットボロ・ボロ（南西）
- ホーシャム・タウンシップ（南西）

## 人口動態
2010年国勢調査時点での人種別人口構成は、非ヒスパニック白人86.0%、黒人3.1%、インディアン0.2%、アジア系1.9%、太平洋諸島系0.1%、混血1.8%、ヒスパニック系7.7%となっていた。
以下は2000年国勢調査による人口統計データである。
| 基礎データ - 人口: 31,383 人（2000年から9.7%成長） - 世帯数: 11,350 世帯 - 家族数: 8,626 家族 - 人口密度: 1,182.2人/km2（3,061.0 人/mi2） - 住居数: 11,644 軒 - 住居密度: 438.6軒/km2（1,135.7軒/mi2） 人種別人口構成 - 白人: 91.00% - アフリカン・アメリカン: 3.31% - ネイティブ・アメリカン: 0.11% - アジア人: 1.99% - 太平洋諸島系: 0.06% - その他の人種: 2.21% - 混血: 1.32% - ヒスパニック・ラテン系: 4.63% 年齢別人口構成 - 18歳未満: 24.5% - 18-24歳: 7.6% - 25-44歳: 29.0% - 45-64歳: 23.6% - 65歳以上: 15.2% - 年齢の中央値: 38歳 - 性比（女性100人あたり男性の人口） - 総人口: 95.7 - 18歳以上: 92.3 | 世帯と家族（対世帯数） - 18歳未満の子供がいる: 32.5% - 結婚・同居している夫婦: 62.1% - 未婚・離婚・死別女性が世帯主: 10.3% - 非家族世帯: 24.0% - 単身世帯: 20.0% - 65歳以上の老人1人暮らし: 8.5% - 平均構成人数 - 世帯: 2.74人 - 家族: 3.16人 収入と家計 - 収入の中央値 - 世帯: 54,375米ドル - 家族: 60,907米ドル - 性別 - 男性: 41,033米ドル - 女性: 30,302米ドル - 人口1人あたり収入: 22,285米ドル - 貧困線以下 - 対人口: 5.3% - 対家族数: 4.1% - 18歳未満: 7.5% - 65歳以上: 43.6% |

## 地方政府
ウォーミンスター・タウンシップはペンシルベニア州法の下で第2級タウンシップである。5人の委員による行政委員会が統治している。

## 経済
ウォーミンスターには次の企業・施設がある。
- CRC インダストリーズ、1958年創業
- ハースト・パフォーマンス、1950年代から1970年代までウォーミンスターを拠点にした
- 海軍航空戦センター・ウォーミンスター航空機部（英語版）
- バーピー・シーズ
- V・ラ・ローザ・アンド・サンズ・マカロニ・カンパニー

## 緊急サービス
ウォーミンスター・タウンシップの緊急サービスは次の組織が対応している。
- ウォーミンスター消防署、駐屯所第90、第91、第92、年間約700の呼び出しがあり、バックス郡の中でも最大級に繁忙である[3]
- ウォーミンスター警察署
- ウォーミンスター・ボランティア救急隊、緊急医療対応を行い、2005年には2938回の呼び出しに対応した
- ハーツビル消防団、駐屯所第93、ウォリック・タウンシップの一部もカバーする[4]

## 教育

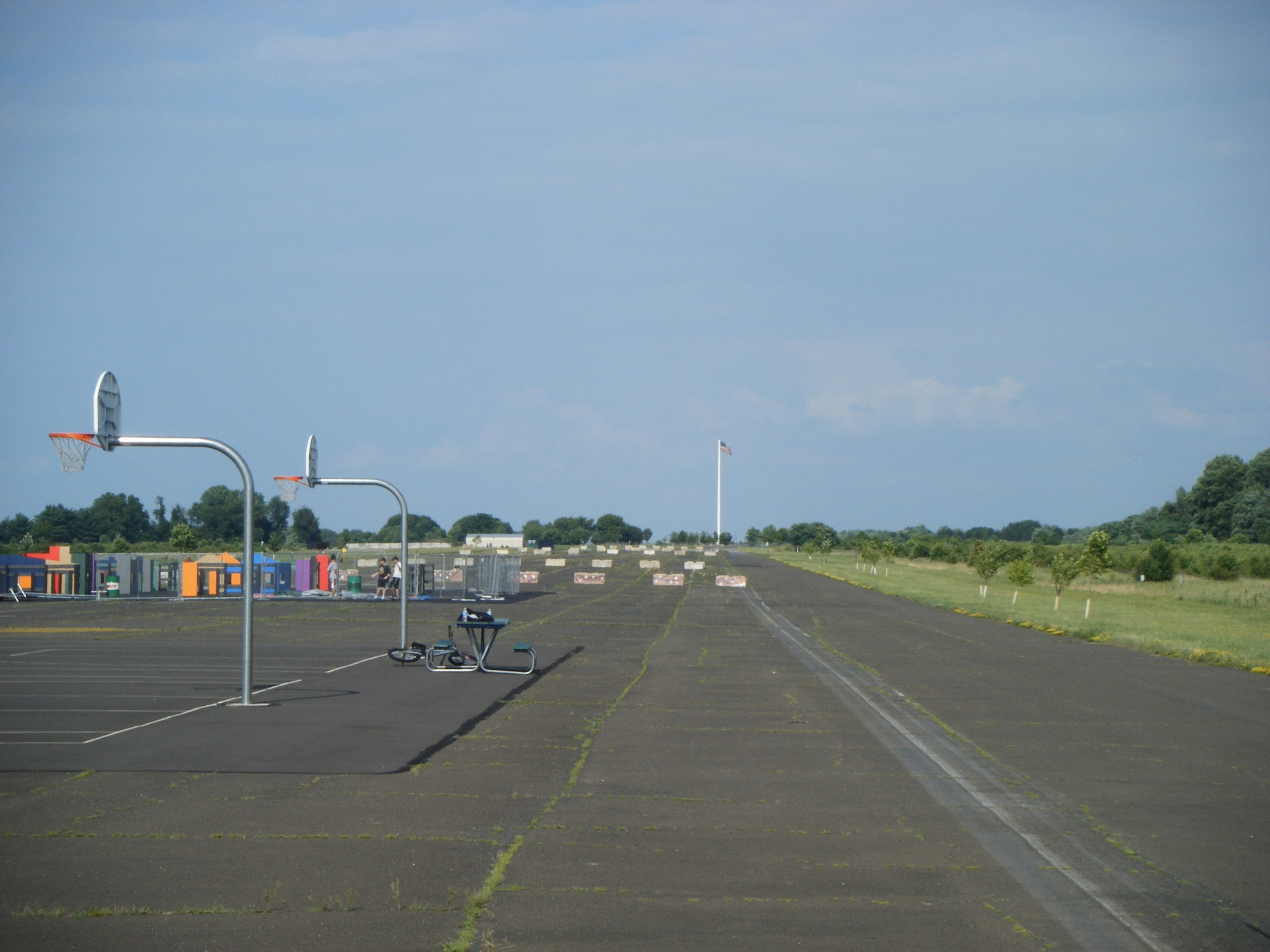
ウォーミンスター・コミュニティパーク、元海軍航空戦センター・ウォーミンスターのあった場所にある。元の滑走路の一部にはバスケットボールコートや遊技場がある

ウォーミンスター郡区の公共教育はセンテニアル教育学区が管轄している。
- ウィリアム・テネット高校

私立学校:
- アークビショップ・ウッド・カトリック高校
- デラウェア・バレー・プライベイト・スクール、ウォーミンスターハイツにある[5][6]
- ネイティビティ・オブ・アワーロード・スクール

## 著名な出身者
- カーミット・シントロン、プロボクサー、プエルトリコ出身
- ジョン・フィッチ、発明家、アメリカ合衆国初の蒸気船を作った
- マイク・ヴォーゲル、俳優、モデル